# Ibrahim Maaroufi
Ibrahim Maaroufi (Brussel, 18 januari 1989) is een Marokkaans voormalig voetballer die bij voorkeur als middenvelder speelde.

## Carrière
Maaroufi speelde in de jeugdopleidingen van RSC Anderlecht en PSV. In de zomer van 2006 plukte Internazionale, na een succesvol jeugdtoernooi, Maaroufi weg uit de jeugd van PSV, voor een opleidingsvergoeding van 200.000 euro. Na zijn transfer naar Inter werd hij meteen opgenomen in de A-kern. In het seizoen 2006-2007 werd hij, door blessures van onder andere Patrick Vieira en Olivier Dacourt, vaak geselecteerd voor de eerste ploeg. Op 25 oktober 2006 maakte hij zijn debuut tegen Livorno Calcio als invaller voor Dejan Stanković in de 82e minuut. Maaroufi werd hiermee de op een na jongste speler ooit in de hoofdmacht van Inter.
Maaroufi kwam na zijn debuut niet meer tot spelen bij Inter en werd op 15 januari 2008 verhuurd aan FC Twente in Nederland, voor een periode van anderhalf jaar met optie tot koop. Twente-trainer Fred Rutten had bij PSV als jeugdtrainer reeds met Maaroufi gewerkt. Zijn periode bij Twente was echter geen succes. Na een jaar had Maaroufi nog geen minuten gemaakt in het eerste elftal en kwam hij tevens voor het beloftenelftal niet meer in actie. Hij verliet FC Twente en vertrok naar Vicenza Calcio in de Italiaanse Serie B, waarbij hij gedeeltelijk eigendom bleef van Internazionale. Toen hij na een half jaar ook voor Vicenza niet in actie was gekomen, werd zijn contract verbroken. De transfervrije Maaroufi tekende vervolgens een driejarig contract bij AC Bellinzona in de Zwitserse Axpo Super League.
In januari 2010 werd duidelijk dat Maaroufi ook bij Bellinzona op een zijspoor was beland. De speler was niet meer welkom bij de trainingen en mocht uitzien naar een nieuwe club. Op 2 februari 2010 maakte de Nederlandse Eerstedivisionist MVV bekend dat Maaroufi tot het einde van het seizoen 2009/10 onderdak had gevonden bij de club. MVV had een optie om hem vervolgens voor drie seizoenen vast te leggen. Maaroufi kwam echter niet in actie en verliet MVV aan het eind van het seizoen. Hij tekende in juni 2010 een contract bij de Marokkaanse landskampioen Wydad Casablanca, maar na zes maanden trok hij al naar KAS Eupen in België. Bij deze ploeg kwam hij tot één invalbeurt. Het contract werd in de zomer van 2011 niet verlengd.
Maaroufi tekende in september 2011 een contract bij de Belgische derdeklasser Racing Mechelen. Hij kwam echter niet verder dan 12 wedstrijden. Daarom werd begin januari 2012 het contract tussen Maaroufi en Racing Mechelen in onderling overleg verbroken. Hij tekende vervolgens bij Parseh Tehran, een club uit de tweede Iraanse klasse, maar kwam daar in conflict vanwege achterstallige salarisbetalingen, om in november 2012 terug te keren naar België bij de derdeklasser Royale Union Saint-Gilloise.
In het seizoen 2013/14 stond hij onder contract bij MAS Fez in de Marokkaanse eerste klasse.
Vervolgens speelde hij een half seizoen bij Paganese Calcio 1926. In maart 2015 tekende hij een contract bij Wallonia Walhain CG dat uitkomt in de Derde klasse B. In de zomer van 2015 liep hij stage bij HSV Hoek en eind 2015 sloot hij aan bij RC de Schaerbeek. In februari 2017 ging hij naar Toulouse Rodéo dat uitkwam in de CFA 2.
Hij was zowel Marokkaans als Belgisch jeugdinternational. Eind maart 2016 werd bekend dat zijn identiteit gestolen en gebruikt was door een terrorist die zich opblies op metrostation Maalbeek wat onderdeel was van de aanslagen in Brussel op 22 maart 2016.

## Erelijst
- Landskampioen Italië: 2007, 2008 (Inter)
- Landskampioen Eredivisie voor beloften: 2008 (Jong FC Twente)

## Statistieken
| Seizoen | Club                        | Competitie             | Wedstrijden | Doelpunten |
| ------- | --------------------------- | ---------------------- | ----------- | ---------- |
| 2006/07 | Internazionale              | Serie A                | 1           | 0          |
| 2007/08 | Internazionale              | Serie A                | 0           | 0          |
| 2007/08 | FC Twente                   | Eredivisie             | 0           | 0          |
| 2008/09 | FC Twente                   | Eredivisie             | 0           | 0          |
| 2008/09 | Vicenza Calcio              | Serie B                | 0           | 0          |
| 2009/10 | AC Bellinzona               | Axpo Super League      | 0           | 0          |
| 2009/10 | MVV                         | Eerste divisie         | 0           | 0          |
| 2010/11 | Wydad Casablanca            | Botola                 | 2           | 0          |
| 2010/11 | KAS Eupen                   | Jupiler Pro League     | 1           | 0          |
| 2011/12 | Racing Mechelen             | Derde klasse           | 12          | 3          |
| 2011/12 | Parseh Tehran FC            | Azadegan League        | 13          | 0          |
| 2012/13 | Royale Union Saint-Gilloise | Derde klasse           | 12          | 2          |
| 2013/14 | Maghreb Fez                 | GNF 2                  | 2           | 0          |
| 2014/15 | Paganese Calcio             | Serie C                | 2           | 0          |
| 2015/16 | RC de Schaerbeek            | Eerste provinciale     | 0           | 0          |
| 2016/17 | RC de Schaerbeek            | Eerste provinciale     | 0           | 0          |
| 2016/17 | Toulouse Rodéo FC           | Championnat National 3 | 4           | 0          |
| 2017/18 | Toulouse Rodéo FC           | Championnat National 3 | 0           | 0          |
| Totaal  | Totaal                      | Totaal                 | 49          | 5          |